# 橋の上の娘
『橋の上の娘』（はしのうえのむすめ、フランス語: La fille sur le pont, 英語: Girl on the Bridge）は、1999年公開のフランス映画。
パトリス・ルコント監督によるモノクローム撮影の純愛映画。

## あらすじ
パリのある橋の上で、22歳のアデル（ヴァネッサ・パラディ）は欄干を乗り越え、今にもセーヌ川に身を投げようと考えていた。男から男へと渡り歩くたびに、捨てられてしまう人生に絶望していたのだった。その時、ナイフ投げの曲芸師をしている中年の男、ガボール（ダニエル・オートゥイユ）から「バカなことをしそうだな」と声をかけられる。「俺と組んで曲芸の的にならないか」とスカウトされるが、アデルは無視して川に飛び込む。ガボールはとっさに川に飛び込み、アデルを救った。
ガボールに救われたアデルは、ガボールの誘いを受け入れ、覚悟を決めてナイフ投げの的になった。アデルとガボールのコンビは行く先々で喝采をあびる。ツキを呼び込んだ二人は、カジノのルーレットでも大勝をする。アデルは行く先々で男と関係を持ってしまうのだが、ガボールはそのことに干渉することはなかった。
ガボールとアデルは客船での仕事のためイスタンブール行きの大型客船に乗り、ナイフ投げのパフォーマンスを行う。そこで彼らはイタリア女イレーネとギリシャ男タキスの新婚カップルと出会う。アデルはタキスと関係を持つ。タキスに一目惚れしたアデルは、ガボールに別れを告げ、タキスと二人で小船に乗り移り、駆け落ちする。しかし、小船はすぐに漂流してしまう。すぐに愛がさめてしまったアデルは、自分のとった行動を後悔するのだった。一方、ガボールは船に残されて絶望しているイタリア女イレーネを曲芸の的としてスカウトし、コンビを組んでナイフ投げのパフォーマンスを続ける。しかし、彼はナイフをイレーネの足に突きたててしまう。
港で船を降りたガボールはイスタンブールで再起を試みる。しかしナイフ投げの再起はうまく行かず、彼は路頭に迷ってしまう。彼はアデルとの再会を願うが実現しなかった。人生に絶望したガボールはある橋の欄干を乗り越え、身を投げる覚悟でいた。その時、後ろから声がきこえた。「バカなことをしそうね」、アデルだった。「飛び込もうとしても、おせっかいをする人が来てできないのよね。行きましょう」。ガボールは再び欄干を乗り越える。二人は抱き合い、お互いが、かけがえのない存在であることを噛みしめる。

## キャスト
- ヴァネッサ・パラディ - アデル
- ダニエル・オートゥイユ - ガボール
- ベルティエ・コルテス - キュザック
- ニコラ・ドナト - ロイヤル
- カトリーヌ・ラスコー - イレーネ

## スタッフ
- 監督：パトリス・ルコント
- 製作：クリスチャン・フェシュネール
- 脚本：セルジュ・フリードマン
- 撮影：ジャン＝マリー・ドルージュ
- 編集：ジョエル・アッシュ

## 挿入歌
- "I'm Sorry"　歌：ブレンダ・リー
- "Who Will Take My Dreams Away?"　歌：マリアンヌ・フェイスフル[3]

## 受賞/ノミネート

### 受賞
- 1999年セザール賞 - 主演男優賞（ダニエル・オートゥイユ）[4]

### ノミネート
- 1999年ゴールデングローブ - 外国語映画賞）[4]
- 2000年英国アカデミー賞 - 外国語映画賞）[4]